# Summerville (Oregon)
Summerville é uma cidade  localizada no estado norte-americano de Oregon, no Condado de Union.

## Demografia
Segundo o censo norte-americano de 2000, a sua população era de 117 habitantes.
Em 2006, foi estimada uma população de 115, um decréscimo de 2 (-1.7%).

## Geografia
De acordo com o United States Census Bureau tem uma área de
0,7 km², dos quais 0,7 km² cobertos por terra e 0,0 km² cobertos por água.

## Localidades na vizinhança
O diagrama seguinte representa as localidades num raio de 28 km ao redor de Summerville.